# Ada (Karien)
Ada (altgriechisch Ἄδα Áda; † vor 323 v. Chr.) war in der zweiten Hälfte des 4. Jahrhunderts v. Chr. eine hekatomnidische Satrapin von Karien. Ihr Name ist verewigt in der Pflanzengattung Ada (Orchideen) der Orchideen (Orchidaceae).

## Leben
Ada war die jüngste Tochter des karischen Dynasten Hekatomnos. Sie war mit ihrem Bruder Idrieus verheiratet, mit dem sie nach dem Tod ihres Bruders Maussolos († 353 v. Chr.) und ihrer Schwester Artemisia († 351 v. Chr.) Karien regierte. Nach Idrieus’ Tod (344/343 v. Chr.) übte sie die Alleinherrschaft aus, jedoch unter persischer Oberhoheit. Um 340 v. Chr. wurde sie von ihrem jüngeren Bruder Pixodaros gestürzt. Daraufhin zog sie sich in die Festung Alinda im karischen Hinterland zurück, wo sie die nächsten Jahre ungestört leben konnte.
Als Alexander der Große auf seinem Asienfeldzug im Sommer 334 v. Chr. nach Karien vorstieß, suchte sich die kinderlose Ada die Unterstützung des Makedonenkönigs für ihre Wiedereinsetzung als karische Regentin zu verschaffen. Daher zog sie ihm entgegen, übergab ihm Alinda und adoptierte ihn als „Sohn“. So wurde er von den Karern nicht als Fremdherrscher betrachtet, gewann ihre Sympathien und sicherte sich die Rechtsnachfolge. Für ihr Entgegenkommen gegenüber dem makedonischen Eroberer durfte Ada wieder ihr Land regieren. Dies stand wohl auch im Einklang mit den mutterrechtlichen Anschauungen der Karer. Deren Hauptstadt Halikarnassos wurde jedoch von Memnon und vom persischen Satrapen Orontopates mit starken Kräften verteidigt. Orontopates war dem 336/335 v. Chr. verstorbenen Pixodaros nachgefolgt und hatte dessen Tochter, eine jüngere Ada, geheiratet. Alexander musste Halikarnassos in schweren Kämpfen erobern, konnte aber dessen Hafenburg Salmakis nicht einnehmen. Er zog weiter und überließ die Belagerung der Burg seinem Feldherrn Asandros. Ada beteiligte sich daran mit karischen Truppen und trug laut Strabo dazu bei – was die Alexanderhistoriker jedoch verschweigen –, dass die Akropolis ein Jahr später (333 v. Chr.) fiel.
Wahrscheinlich ließ erst Ada das Mausoleum von Halikarnassos vollenden. Nach ihrem Tod setzte Alexander den Makedonen Philoxenos als Satrap ein. Es sind keine Münzen von ihr bekannt. 1989 wurde in Bodrum (dem antiken Halikarnassos) möglicherweise ihr unversehrtes Grab gefunden. Ihre sterblichen Überreste wurden in das Archäologische Museum Bodrums überführt.